# Ogni cosa è illuminata (romanzo)
Ogni cosa è illuminata (Everything Is Illuminated) è il primo libro dello scrittore statunitense Jonathan Safran Foer, pubblicato nel 2002. Da esso è stato tratto un omonimo film nel 2005.
Il romanzo è ispirato alla vicenda personale dell'autore, che nel 1999 viaggiò in Ucraina per fare ricerche sulla vita di suo nonno. Il titolo del romanzo è una citazione da L'insostenibile leggerezza dell'essere di Milan Kundera.

## Trama
Jonathan, un giovane ebreo statunitense, si reca in Ucraina alla ricerca di Augustine, la donna che salvò la vita a suo nonno durante le deportazioni naziste. Armato di una fotografia che ritrae Augustine con suo nonno, Jonathan inizia così la sua ricerca della città fantasma di Trachimbrod, lo shtetl in cui all'epoca suo nonno viveva, distrutto dai nazisti durante la guerra e perciò scomparso dalle mappe. Nel suo viaggio è accompagnato da una guida locale, Aleksandr (Alex), con il quale stringerà presto amicizia, e dallo strambo nonno di Alex, che sostiene di essere cieco (ma in realtà ci vede benissimo), e che per questo si fa condurre dal proprio cane-guida, Sammy Davis Junior Junior. Incontreranno infine Lista, una delle amanti di Safran, il nonno di Jonathan. Lista, unica sopravvissuta al pogrom, racconterà loro di come Trachimbrod sia stata rasa al suolo dai tedeschi, e della morte di sua sorella Augustine.
Alex, il nonno e Jonathan si innamorano della vecchia Lista, simbolo del dolore del popolo ebraico ucraino, perseguitato dai nazisti e tradito dai gentili (ucraini), a cui non resta più nulla, neanche i ruderi degli edifici, se non qualche scatola colma di vestiti e fotografie, raccolti da Lista, che nessuno verrà più a reclamare. L'incontro con Lista e la visita notturna del luogo in cui sorgeva Trachimbrod, dove ad Augustine fu sparato nel ventre, facendole perdere il figlio che portava, segna una nuova via per nonno Alex - già distrutto per la perdita della moglie. Il nonno inizia a fantasticare di trovare Augustine, come per purificarsi dal segreto che da 50 anni porta in petto: il nonno ha infatti causato la morte del suo migliore amico, facendo una delazione ai nazisti.
Questa storia è intrecciata con quella di Brod, antenata di Jonathan, nata rocambolescamente proprio mentre i suoi genitori morivano cadendo con tutto il loro carro nel fiume. Brod viene dapprima adottata da un usuraio, poi, alla morte di questi, sposa un uomo che, a causa di un incidente in segheria, subisce un trauma cerebrale e finisce per diventare violento per poi morire. Tutte queste storie – quella di Brod, quella di Safran, di Jonathan e del suo rapporto con Alex, di quello di Alex con suo nonno, quella del passato di nonno Alex, quella del suo migliore amico – si mescolano assieme, dipanandosi come in un libro giallo.

## Edizioni
- Jonathan Safran Foer, Ogni cosa è illuminata, traduzione di Massimo Bocchiola, collana Le Fenici tascabili, Guanda, 2004,  p. 338.